# 涼宮ラム
涼宮 ラム（すずみや ラム、1992年11月11日 - ）は、日本のAV女優。ロータスグループ所属。
趣味・特技:買い物、料理、書道

## 略歴
2007年にAVデビュー。
所属事務所のロータスグループによるダンスプロジェクト「Miss Booty」のメンバーとしても活動している。

## 出演作品

### アダルトビデオ
| 作品タイトル                                                                                 | 発売日         | メーカー                   | 共演者 | 備考                                                 |
| -------------------------------------------------------------------------------------------- | -------------- | -------------------------- | --- | ---------------------------------------------------- |
| 素人通販 6                                                                                   | 2007年10月20日 | プレステージ               | |                                                      |
| 童貞クン初めての手コキ体験                                                                   | 2007年11月22日 | アキノリ                   | 佐伯奈々、花桐まつり、那月りの、山口めぐみ、天海遥、もえ ほか |                                                      |
| 援・女子 03                                                                                  | 2007年11月22日 | プレステージ               | | 「りょう」名義                                       |
| またまた発掘! 堀北○希 激似!                                                                  | 2007年12月6日  | ディープス                 | |                                                      |
| ふたり ぼっち。 美少女二人の禁断の放課後                                                     | 2008年1月1日   | プレステージ               | Miki | 「Ryou」名義                                         |
| 堀北○希 激似!の顔が歪むほど連続絶頂無制限アクメ                                              | 2008年1月5日   | ディープス                 | |                                                      |
| ストックホルム症候群 VOL.9                                                                   | 2008年2月15日  | テイクワン                 | |                                                      |
| 名古屋援交 7                                                                                 | 2008年3月15日  | ケー・トライブ             | |                                                      |
| 何も知らない乙女たち                                                                         | 2008年6月18日  | エイチエス映像             | | 「らん」名義                                         |
| 究極 手 乳 口 give a Pleasure 23名のGALの秘蔵VTRコレクション                                 | 2008年7月2日   | プレステージ               | 他出演:麻生岬、星優乃、吉川萌、広瀬未来、黒川梨花、夏川真希、芹沢明菜、小峰由衣 ほか | オムニバス作品                                       |
| 援交ハメ撮り素人 20歳超絶美少女のEカップ美乳ぶっかけ淫撮                                     | 2008年7月23日  | エイチエス映像             | |                                                      |
| SOFT ON DEMAND 極上女子社員限定 DVDショップに出張 いきなり野球拳                             | 2008年8月21日  | SODクリエイト              | 瀬野亜紀子、西真沙美、佐久本ひなの、木口加奈子、氷川心、黒木あずみ、杉内梓、佐川美樹 | 「鈴仲涼」名義                                       |
| グラビア美少女オイル猥褻マッサージ PART-14                                                   | 2008年9月13日  | ラハイナ東海               | | オムニバス作品                                       |
| ボディコン・ダンス 2                                                                         | 2008年9月15日  | ジャネス                   | 桜庭彩、遥ゆりあ、若槻尚美 |                                                      |
| アナル全開マン毛★丸出し大開脚ハレンチ おげれつな尻ダンス 4                                   | 2008年9月19日  | スタイルアート             | 遥ゆりあ、新垣ありな、柳原純、奥菜姫花、若槻尚美 |                                                      |
| ヒップ シェイク ダンス 2                                                                     | 2008年10月15日 | ジャネス                   | 桜庭彩、遥ゆりあ、若槻尚美 |                                                      |
| おねえさんといっしょ♪                                                                        | 2008年10月23日 | LADY×LADY                  | 伊藤あずさ、りつか |                                                      |
| おげれつ集団ダンス 5                                                                         | 2008年10月25日 | 未来・フューチャー         | 桜庭彩、新垣ありな |                                                      |
| オトナカメラ Vol.3                                                                           | 2008年11月21日 | 大洋図書                   | |                                                      |
| kawaii*女学園パラダイス♥ 美少女14人が学校でセックchu♥ 4時間                                  | 2008年11月22日 | kawaii*                    | 鮎川なお、辻さき、花房愛里、つぼみ、胡桃沢誠、門田まつり、横須賀ねね、遥ゆりあ、真田リサ、鈴木千里、藤崎もえ、飯島くらら、桜庭彩 | AVグランプリ2009 エントリー作品                      |
| レズビアンヴァンパイア                                                                       | 2008年11月22日 | U&K                        | 堀口奈津美、佐伯奈々、麻生亜衣 | AVグランプリ2009 バラエティー作品部門 エントリー作品 |
| アナルDEヒップDEダンスSP DX                                                                  | 2008年11月22日 | スタイルアート             | 新垣ありな、桜庭彩、風流宮まゆ | AVグランプリ2009 バラエティー作品部門 エントリー作品 |
| オゲレズヒップダンス                                                                         | 2008年11月25日 | ジャネス                   | 桜庭彩 |                                                      |
| ボンテージ×恥辱×ふたなり 2                                                                   | 2008年11月25日 | 未来・フューチャー         | 神谷りの |                                                      |
| CLUB NAKED 5 【全裸ダンス】                                                                  | 2008年12月5日  | ジャネス                   | 春名えみ、若槻尚美、大越はるか、柳原純、奥菜姫花 |                                                      |
| こだわりの手コキ 4時間SP 10 30人のハンドメイド                                               | 2008年12月13日 | 隼エージェンシー           | 小坂めぐる、たまき、綾瀬なな、結城かれん、真田春香、深田梨菜、桃咲まなみ、石川みずき、須真杏里、波風きら、星野きせき、浅田ちち、水森あおい、宮崎あい、小日向しおり、工藤れいか、飯島くらら、佐田あゆみ、早乙女美奈子、桜井エミリ、ひなのりく、仲村ろみひ、三浦亜沙妃、麗花、綾瀬みさ、瀬織さら、夏川るい、芹澤かなえ、青山れあ                                                                                             | オムニバス作品                                       |
| 子猫系angel嬢 極上接待! アゲ2エロパーティー                                                  | 2008年12月15日 | トップワン                 | 姫宮ラム、吉澤エリカ、芹菜ひなた、うるみゆう、西川ともか、織田ゆめ、きさらぎ一希 |                                                      |
| 生まれて初めてキャバクラの面接に来た娘たち                                                   | 2008年12月20日 | ラハイナ東海               | 奈々瀬優理、佐和村恵 | 「桐島来夢」名義、オムニバス作品                     |
| ボディコン・ダンス 3                                                                         | 2009年1月5日   | ジャネス                   | 桜庭彩、藤谷由奈 |                                                      |
| 完全盗撮 高級アロマオイル快感マッサージ 11                                                   | 2009年1月10日  | ラハイナ東海               | | オムニバス作品                                       |
| 女子校生のマッハ擦りつけ顔面騎乗オナニー                                                     | 2009年1月10日  | ラハイナ東海               | | オムニバス作品                                       |
| フェラコレ2009冬SP                                                                           | 2009年1月15日  | 隼エージェンシー           | あすかみみ、たまき、むかいねね、阿部らん、綾瀬なな、安西カルラ、杏ののか、伊藤れん、香椎杏子、七瀬たまき、秋山杏奈、小田切みく、深田梨菜、真心実、真田春香、須真杏里、水森あおい、青木菜摘、石川みずき、早乙女ルイ、大崎ちわ、東野愛鈴、南まりん、波風きら、姫川みなみ、片岡梨沙、野中あんり、鈴仲いずみ | オムニバス作品                                       |
| レイプ中出し 巨乳編                                                                          | 2009年1月15日  | 隼エージェンシー           | 小春、佐伯奈々、稲森ケイト、観月さな、若槻尚美 | オムニバス作品                                       |
| スーパーレッグス 美脚レズ 5                                                                  | 2009年1月19日  | スタイルアート             | 神谷りの |                                                      |
| ヒップシェイクダンス 3                                                                       | 2009年1月25日  | ジャネス                   | 風流宮まゆ、YOKO、藤谷由奈 |                                                      |
| SEX AND THE DANCE 2                                                                          | 2009年1月25日  | ジャネス                   | YOKO、風流宮まゆ、藤谷由奈 | オムニバス作品                                       |
| 学校指定医師より投稿 小児科医師 中○生・○校生猥褻治療映像 2                                   | 2009年1月25日  | レッド                     | 鈴木千里、水野さやか、泉まりん、桜庭彩、夏芽涼、北崎未来、伊吹ゆうな、琴野まゆか 他 | オムニバス作品                                       |
| 実録!O城址公園高校生のHな放課後盗撮 3                                                        | 2009年1月25日  | レッド                     | 秋月まひる、緋村由衣 他 | オムニバス作品                                       |
| 元タレント告発!内部調査により発覚!! 子供劇団H幹部によるワイセツ演技指導                      | 2009年1月25日  | レッド                     | 秋月まひる、井川美保、葉月里彩 他 | オムニバス作品                                       |
| RANCHIKI DANCE STRIP 03                                                                      | 2009年2月19日  | スタイルアート             | YOKO、風流宮まゆ、観月さな |                                                      |
| フェラマニア Vol.5                                                                           | 2009年2月19日  | ミスター・インパクト       | うるみゆう、かわのすみれ、つぼみ、雨宮ゆん、横須賀ねね、宮崎あい、結城かれん、七咲楓花、純花しおん、小坂めぐる、上原ひな、神谷りの、瀬名ミリヤ、星野きせき、石川みずき、雪平あい、倉科さやか、椿エリ、桃咲まなみ、鈴花、秋月まひる、片岡梨沙、遥ゆりあ、華咲レイ、観月さな、川本凛、あおい美咲、小柳さつき、真咲ぴぃ子 | オムニバス作品                                       |
| エロい女のピストンマ○コとイヤラシい腰使い 2 絶頂限界ディルドゥオナニー                       | 2009年2月20日  | 映天                       | 澤村めぐみ、宮崎あい、七瀬ゆうり、秋川まひる | オムニバス作品                                       |
| 生姦・中出し 極上素人娘 アタックマン バイブ炸裂潮吹き注意報                                  | 2009年3月5日   | ヒビノ                     | 桐島みずほ 他 | オムニバス作品                                       |
| CLUB NAKED 6 【全裸ダンス】                                                                  | 2009年3月5日   | ジャネス                   | 上原優、夏目りょう、藤河涼子、桜庭彩 |                                                      |
| JK・女子校生の放課後 センズリお手伝い 手コキ編 1                                             | 2009年3月6日   | 映天                       | 東条かれん、美花ぬりぇ、工藤れいか、石川みずき、渋谷あすか、青山ひかる、ひなのりく、秋月まひる、流ダイヤ、雨宮ゆん、愛菜りな | オムニバス作品                                       |
| JK・女子校生の放課後 おっぱい乳首いじり 1                                                    | 2009年3月6日   | 映天                       | 東条かれん、青木菜摘、秋月まひる、工藤れいか、流ダイヤ、南しずか、愛菜りな、阿部らん、鈴木千里 | オムニバス作品                                       |
| 映天フェチ学園                                                                               | 2009年3月6日   | 映天                       | 伊吹ゆうな、桐原亜澄 |                                                      |
| こだわりの手コキ 4時間SP 11 33人のハンドメイド                                               | 2009年3月15日  | 隼エージェンシー           | eco、あすかみみ、キヨミジュン、スザンナ、綾瀬メグ、杏ののか、伊藤れん、芽衣奈、桐島みずほ、香椎杏子、三上リオン、七瀬かすみ、秋山杏奈、渋谷梨果、小原泉、小田切みく、真崎寧々、真心実、神谷りの、水野さやか、瀬名ミリヤ、星野あかり、西木美羽、青木菜摘、早乙女ルイ、東野愛鈴、南まりん、片岡梨沙、野中あんり、鈴花、鈴仲いずみ                                                                                            | オムニバス作品                                       |
| ドキュメント 〜若妻の性欲〜 VOL.03                                                           | 2009年3月19日  | サムシング                 | |                                                      |
| 至福の生オカズセンズリ おっぱいの谷間誘惑編                                                  | 2009年3月20日  | オフィスケイズ             | 奥菜蛍、桐原亜澄、佐伯奈々 | オムニバス作品                                       |
| チンパ狂いマンズリ変態女                                                                     | 2009年3月20日  | オフィスケイズ             | 夏芽涼、奥菜蛍、佐伯奈々 | オムニバス作品                                       |
| ブーツのお姉さんに犯られたい! 3                                                              | 2009年3月25日  | ジャネス                   | 桜井エミリ |                                                      |
| 文化系部活少女 書道部 ラム                                                                   | 2009年3月28日  | ラマ                       | |                                                      |
| JKSP 見せつけオナニーしまくり120分                                                           | 2009年4月1日   | ABC/妄想族                 | 工藤れいか、あすかみみ、東条かれん、美花ぬりぇ、沢北希望、ひなのりく、秋月まひる、鈴木千里、青山ひかる、南しずか、流ダイヤ、青木菜摘、阿部らん、雨宮ゆん、渋谷あすか、MAKI、東野愛鈴、桃咲まなみ、姫咲まりあ | オムニバス作品                                       |
| JK・女子校生の放課後 ディルドオナニー 1                                                      | 2009年4月3日   | 映天                       | 阿部らん、雨宮ゆん、青木菜摘、あすかみみ、MAKI、美花ぬりぇ、南しずか、流ダイヤ、鈴木千里、真中かおり、桃咲まなみ、東野愛鈴 | オムニバス作品                                       |
| Eカップ 中出し ラム                                                                          | 2009年4月15日  | フォーエバー               | |                                                      |
| 調教レズ 6 〜犯されたM女〜                                                                   | 2009年4月19日  | スタイルアート             | 桜井エミリ |                                                      |
| 極上手コキ Vol.5                                                                             | 2009年4月19日  | ミスター・インパクト       | かわのすみれ、むかいねね、阿部らん、雨宮ゆん、横須賀ねね、加羽ゆい、桐島みずほ、今井なつみ、詩音、七咲楓花、渋谷梨果、純花しおん、上原ひな、真心実、神谷りの、須真杏里、水野さやか、青木菜摘、石川みずき、雪平あい、倉科さやか、早崎れおん、村瀬優花、大崎ちわ、椿エリ、白浜ゆり、姫川みなみ、片岡梨沙、遥ゆりあ、華咲レイ、片岡美沙、秋月まひる、観月さな、藤沢ローラ、神野楓、春乃ヒカリ、上原リナ、日羽まり、渋谷あすか | オムニバス作品                                       |
| JK・女子校生の放課後 センズリお手伝い フェラ編 1                                             | 2009年5月1日   | 映天                       | 秋月まひる、鈴木千里、南しずか、美花ぬりぇ、流ダイヤ、青木菜摘、あすかみみ、MAKI、阿部らん、東条かれん、星優乃、青山ひかる | オムニバス作品                                       |
| 全力で坂を疾走! バテてぐったりした素人アスリートを無理矢理気持ち良～くしてタダマン!          | 2009年5月7日   | サディスティックヴィレッジ | 白川るり、二宮せりな、森元あすか、桜井エミリ、秋月まひる、檸衣 |                                                      |
| 派手な下着を干している真面目そうな女は見知らぬ訪問者を招き入れる刺激的な出会いを求めていた!! | 2009年6月18日  | ナチュラルハイ             | 星島ちさ、愛川香織、佐々木ゆあ | オムニバス作品                                       |
| 集団20人で2回連続ヌキする女たち                                                              | 2009年7月1日   | V                          | 白川るり、桜庭彩、愛梨沙、秋月まひる、夏芽涼、鈴木千里、緋村由衣、上原まみ、ミカ、伊吹ゆうな、響みりあ、つゆの優、北崎未来 ほか |                                                      |
| フェラコレ2009夏SP                                                                           | 2009年7月15日  | 隼エージェンシー           | 山崎まりあ、くるみ、綾瀬メグ、つぼみ、雪見紗弥、七瀬ゆうり、野中あんり、南まりん、渋谷梨果、島谷由紀子、須真杏里、堺由樹、青木菜摘、あすかみみ、片岡梨沙、真心実、女池さゆり、小日向ひな、池上莉緒、西村アキホ、宝生優果、鈴木茶織、二宮せりな、神田ゆりあ | オムニバス作品                                       |
| 綺麗なお姉様も淫れたい 5                                                                     | 2009年7月18日  | クリスタル映像             | 森元あすか、倉持あゆみ、北原まどか、岸田ゆい、柊めい | オムニバス作品                                       |
| ザ・ギャルナン 17                                                                            | 2009年8月20日  | グローリークエスト         | RICA | オムニバス作品                                       |
| JK・女子校生の放課後 見せつけオナニー                                                        | 2009年9月4日   | 映天                       | 東条かれん、成瀬心美、あすかみみ、赤西あずさ、工藤れいか、みづき伊織、MAKI、石川みずき、秋月まひる、峰原ちの、流ダイヤ | オムニバス作品                                       |
| 働く綺麗なお姉さん One Nude                                                                  | 2009年9月5日   | SODクリエイト              | 東野愛鈴、堀口奈津美、並木るか、桃咲まなみ |                                                      |
| 尻フェチ塾                                                                                   | 2009年10月1日  | ABC/妄想族                 | 工藤れいか、東条かれん、美花ぬりぇ、流ダイヤ、秋月まひる、阿部らん、青山ひかる、石川みずき、梨杏、鈴木千里、綾那優 | オムニバス作品                                       |
| ズボズボ！指入れオナニー 5                                                                   | 10月16日       | オフィスケイズ             | 工藤れいか、石川みずき、あすかみみ、秋月まひる、赤西あずさ | オムニバス作品                                       |
| 女子高生のお掃除フェラチオ 3                                                                 | 2009年11月6日  | オフィスケイズ             | 佐伯奈々、ひなのりく、梨杏、新垣ありな | オムニバス作品                                       |
| 遊び方は貴方が選ぶ☆ゴーゴーバーへ行こう!                                                     | 2010年2月4日   | SODクリエイト              | 彩月あかり、成瀬心美、諸星セイラ、夏川未来 |                                                      |
| 極みのおしり 第2弾                                                                           | 2010年2月26日  | 映天                       | 青山ひかる、中嶋くるす、白砂ゆの、成瀬心美 | オムニバス作品                                       |
| 禁断の扉 3                                                                                   | 2010年3月5日   | アウダースジャパン         | 葉月しおり、星乃せあら、平塚ゆい |                                                      |
| DOKIレズ 43                                                                                  | 2010年3月5日   | アウダースジャパン         | 葉月しおり、星乃せあら、平塚ゆい |                                                      |
| 女子高生オマンコおっぴろげコレクション2                                                      | 2010年3月12日  | オフィスケイズ             | 小澤マリア、成瀬心美、佐伯奈々、真咲南朋 | オムニバス作品                                       |
| 私のオナニー見たい?                                                                          | 2010年6月13日  | ミスター・インパクト       | 水野さやか、大塚咲、葉月由良 水森あおい、キヨミジュン、竹内順子、村瀬優花、艶堂しほり、高坂保奈美、細川まり、桐島みずほ、松山春菜、石川さとこ、南ありさ、桐原亜澄、折原みさと、成田幸恵、松雪杏奈、新堂織江、黒木麻衣 | オムニバス作品                                       |